# Trientje
Trientje, auch Trintje, Trijntje und Tryntje, ist ein plattdeutscher weiblicher Vorname. Er stammt vom Vornamen Katharina ab und bedeutet in der Koseform Trine mit dem Suffix je übersetzt „kleine Trine“.

## Namensträgerinnen
- Tryntje Helfferich (* 1969), US-amerikanische Historikerin
- Trijntje Oosterhuis (* 1973), niederländische Jazz- und Popsängerin